# نردبان‌شاخ
نردبان‌شاخ(نام علمی: Climacoceras) نام یک سرده از تیره نردبان‌شاخان است.